# Championship Manager 2008
Championship Manager 2008 является очередной игрой серии Championship Manager от Eidos. Игра доступна для PC и Mac, но нет версии на PSP, как было в Championship Manager 2007. Релиз состоялся 2 ноября 2007 года.

## Особенности
Игроки могут теперь играть в режиме мультиплеера, подразумевая, что у них может быть больше одного менеджера на аккаунте. Кроме того, пользователи могут управлять национальными сборными и могут применить режим Club Benefactor (спонсор клуба), который добавляет денежные средства на счёт клуба в начале игры, хотя эти дополнения были применены ещё в предыдущем Championship Manager. Другая особенность — дополнение большего количества лиг — например, австралийская Лига — тенденции игрока и переговоры с командой. В игре также используется инструмент ProZone, чтобы показать более детальную статистику каждого игрока и команды в целом.

## Реакция
Championship Manager 2008 получил средние оценки, но был раскритикован сайтом GameSpot UK, редакторы которого сказали «В конечном счёте, менеджер терпит неудачу, потому что кажется, что он ни к чему не стремится». В России игра также практически не получила положительных отзывов.